# Indigène (écologie)
Pour l’article homonyme, voir Indigène.

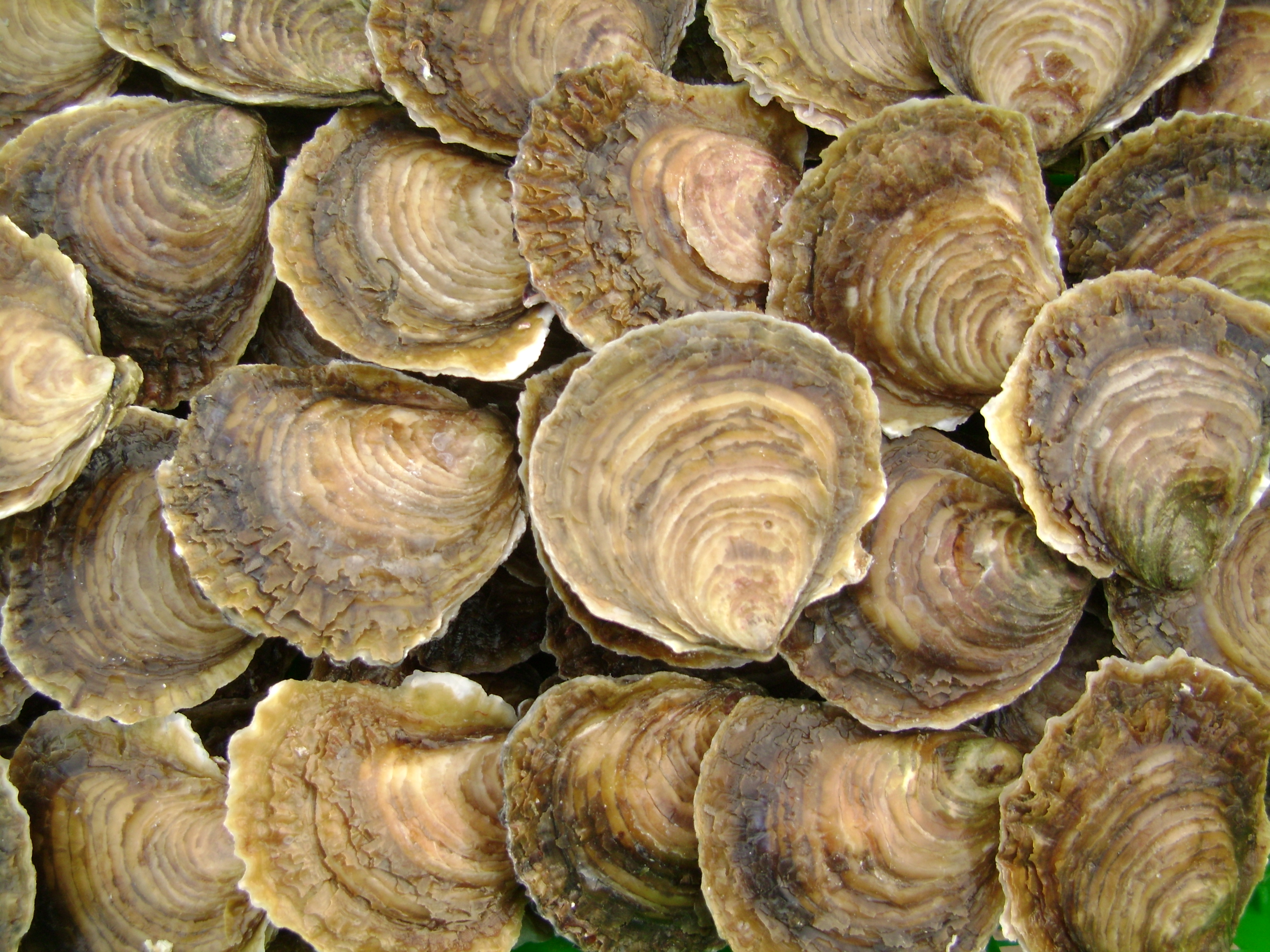
L'huître plate est une espèce indigène des côtes françaises.

En biogéographie, une espèce, un taxon ou une population est définie comme indigène (ou autochtone) à une région donnée ou à un écosystème si sa présence dans cette région est le résultat de processus naturels, sans intervention humaine. 
Chaque organisme sauvage (par opposition à un organisme domestiqué) a sa propre distribution dans laquelle il est considéré comme indigène. À l'extérieur de cette zone de distribution naturelle, une espèce peut être introduite par l'activité humaine ; c'est alors une espèce introduite.
En botanique, l'indigénat caractérise un taxon, une population ou un groupement végétal dont la présence dans le lieu où il se trouve aujourd'hui est tellement ancienne (notion d'archéophyte) qu'on ne peut présupposer de son caractère natif ou introduit. 

## Indigénat et endémisme
L'indigénat et l'endémisme sont des notions très distinctes qui ne doivent pas être confondues. En biologie et en écologie, une espèce (ou un autre taxon) est dite indigène d'une région quand elle est présente naturellement dans cette région. Une espèce (ou un autre taxon) est dite endémique d'une région délimitée quand elle n'est présente naturellement que dans cette région, n'étant présente nulle part ailleurs de manière naturelle. Une espèce endémique est donc strictement restreinte à la région précisée, alors qu'une espèce indigène d'une région peut aussi l'être dans d'autres régions.
Exemples :
- On peut dire que le koala est une espèce endémique d'Australie, car son aire de répartition naturelle ne s'étend qu'en Australie, mais on ne peut pas dire qu'il est endémique de l'état australien du Victoria, où il est naturellement présent, car son aire de répartition naturelle s'étend aussi sur d'autres états australiens. On peut seulement dire que le koala est indigène (ou autochtone) du Victoria.
- la Salamandre tachetée (Salamandra salamandra) est indigène en Ile-de-France car l'espèce y est présente naturellement, mais elle n'en est pas endémique, car son aire de répartition naturelle est beaucoup plus vaste en Europe. En revanche la Salamandre de Corse (Salamandra corsica) est une espèce à la fois indigène et endémique de Corse, car elle n'existe naturellement que sur cette île. De même la Salamandre de Lanza (Salamandra lanzai) est indigène et endémique du massif du mont Viso (Alpes cottiennes, Queyras) entre la France et l'Italie, car elle n'est présente nulle part ailleurs naturellement.

Les termes indigène et endémique qualifiant une espèce n'impliquent pas qu'une population ou un individu de cette espèce le soit également, car il peut s'agir d'une population ou d'un individu introduit ou réintroduit.
Exemple : 
- Le Castor d'Europe (Castor fiber) est une espèce indigène en Belgique, car elle y était historiquement présente naturellement avant sa disparition du fait de sa chasse. Cependant la population actuelle de Castor d'Europe en Belgique n'est pas indigène, car elle est le fruit de réintroductions à partir de spécimens provenant d'autres pays européens (qui se sont ensuite reproduits et répandus). Malgré tout, appartenant à la même espèce que les populations historiques, ces castors font bien partie d'une espèce qui, elle, est toujours considérée comme indigène en Belgique.

De plus, une espèce considérée comme indigène ou endémique d'une région délimitée ne l'est pas forcément dans toute cette région.
Exemple :
- Le Flamant rose fait partie des espèces d'oiseaux indigènes de France métropolitaine, mais il n'est pas indigène dans toute la France métropolitaine.

Le terme autochtone est, quant à lui, un synonyme d'indigène en biologie et en écologie.